# Обиньи-сюр-Нер
Обиньи́-сюр-Нер (фр. Aubigny-sur-Nère) — коммуна во Франции, находится в регионе Центр. Департамент — Шер. Главный город кантона Обиньи-сюр-Нер. Округ коммуны — Вьерзон.
Код INSEE коммуны — 18015.

## География
Коммуна расположена приблизительно в 155 км к югу от Парижа, в 65 км юго-восточнее Орлеана, в 50 км к северу от Буржа.
По территории коммуны протекает река Нер.

## Население
Население коммуны на 2008 год составляло 5851 человек.
| 1962 | 1968 | 1975 | 1982 | 1990 | 1999 | 2008 |
| ---- | ---- | ---- | ---- | ---- | ---- | ---- |
| 4569 | 5242 | 5468 | 5600 | 5803 | 5907 | 5851 |

## Администрация
| Период | Период | Фамилия       | Партия                                                         | Примечания                           |
| ------ | ------ | ------------- | -------------------------------------------------------------- | ------------------------------------ |
| 1947   | 1964   | Шарль Лефевр  |                                                                |                                      |
| 1964   | 1971   | Гастон Ванье  |                                                                |                                      |
| 1971   | 1977   | Пьер Карманн  | Разные правые                                                  | дантист                              |
| 1977   | 1983   | Жан Роблен    | Социалистическая партия                                        |                                      |
| 1983   | 1989   | Рожер Пелата  | Радикальная левая партия                                       |                                      |
| 1989   | 2012   | Ив Фромьон    | Объединение в поддержку республики → Союз за народное движение |                                      |
| 2012   | 2014   | Мишель Отисье | Союз за народное движение                                      | член генерального совета с 1998 года |

## Экономика
В 2007 году среди 3378 человек в трудоспособном возрасте (15-64 лет) 2484 были экономически активными, 894 — неактивными (показатель активности — 73,5 %, в 1999 году было 71,6 %). Из 2484 активных работали 2270 человек (1241 мужчина и 1029 женщин), безработных было 214 (97 мужчин и 117 женщин). Среди 894 неактивных 234 человека были учениками или студентами, 334 — пенсионерами, 326 были неактивными по другим причинам.

## Достопримечательности
- Церковь Сен-Мартен (XIII век). Исторический памятник с 1862 года[3]
- Замок Стюартов (XVI век). Исторический памятник с 1862 года[4]
- Несколько домов XVI века
- Музей писательницы Маргариты Оду

## Города-побратимы
- Оксфорд (США, с 1955)[5]
- Хаддингтон (Шотландия, с 1965)[6]
- Флото (Германия, с 1988)[7]
- Плопана (Румыния, с 1990)[8]

## Фотогалерея

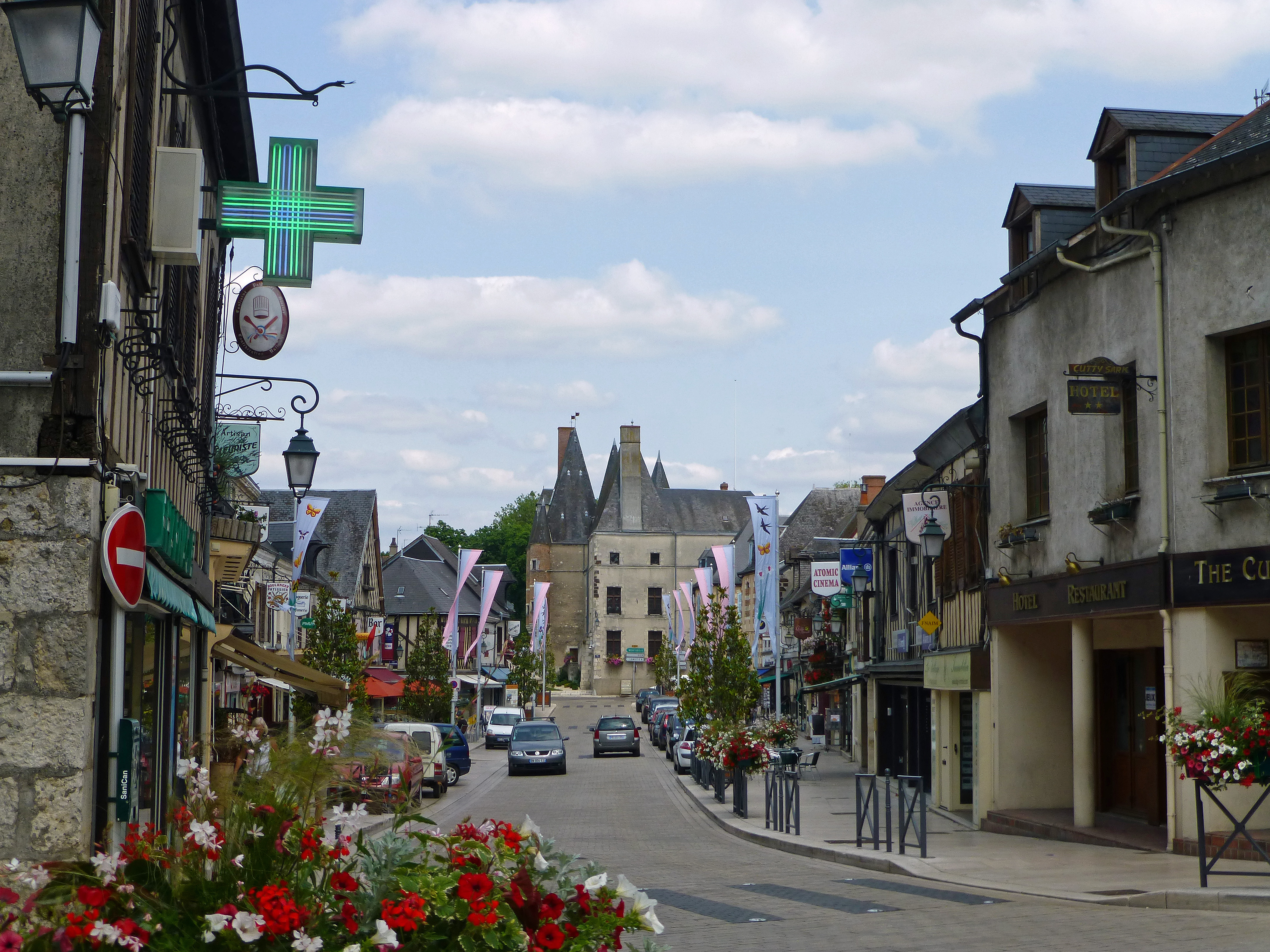
Обиньи-сюр-Нер
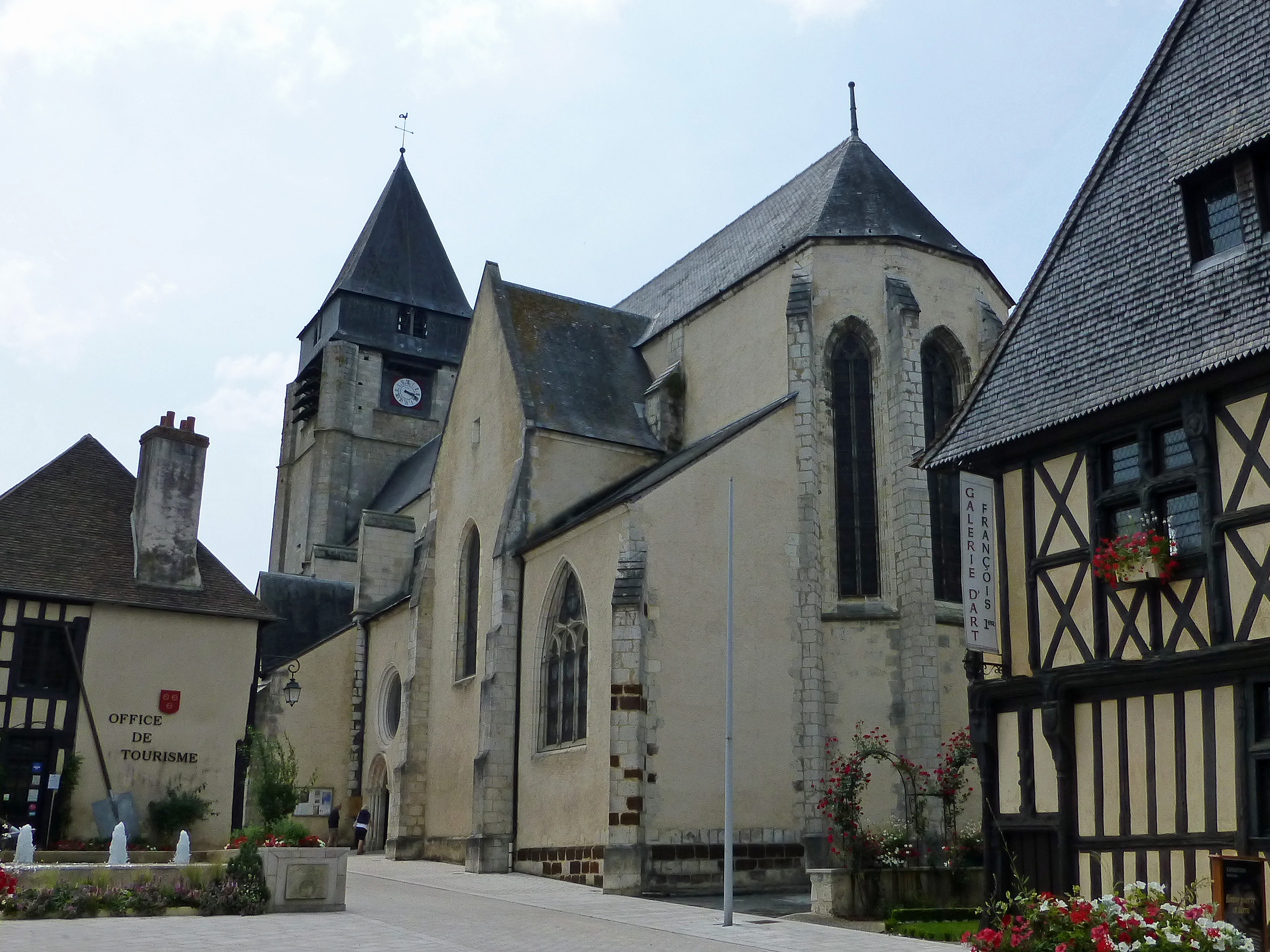
Церковь Сен-Мартен
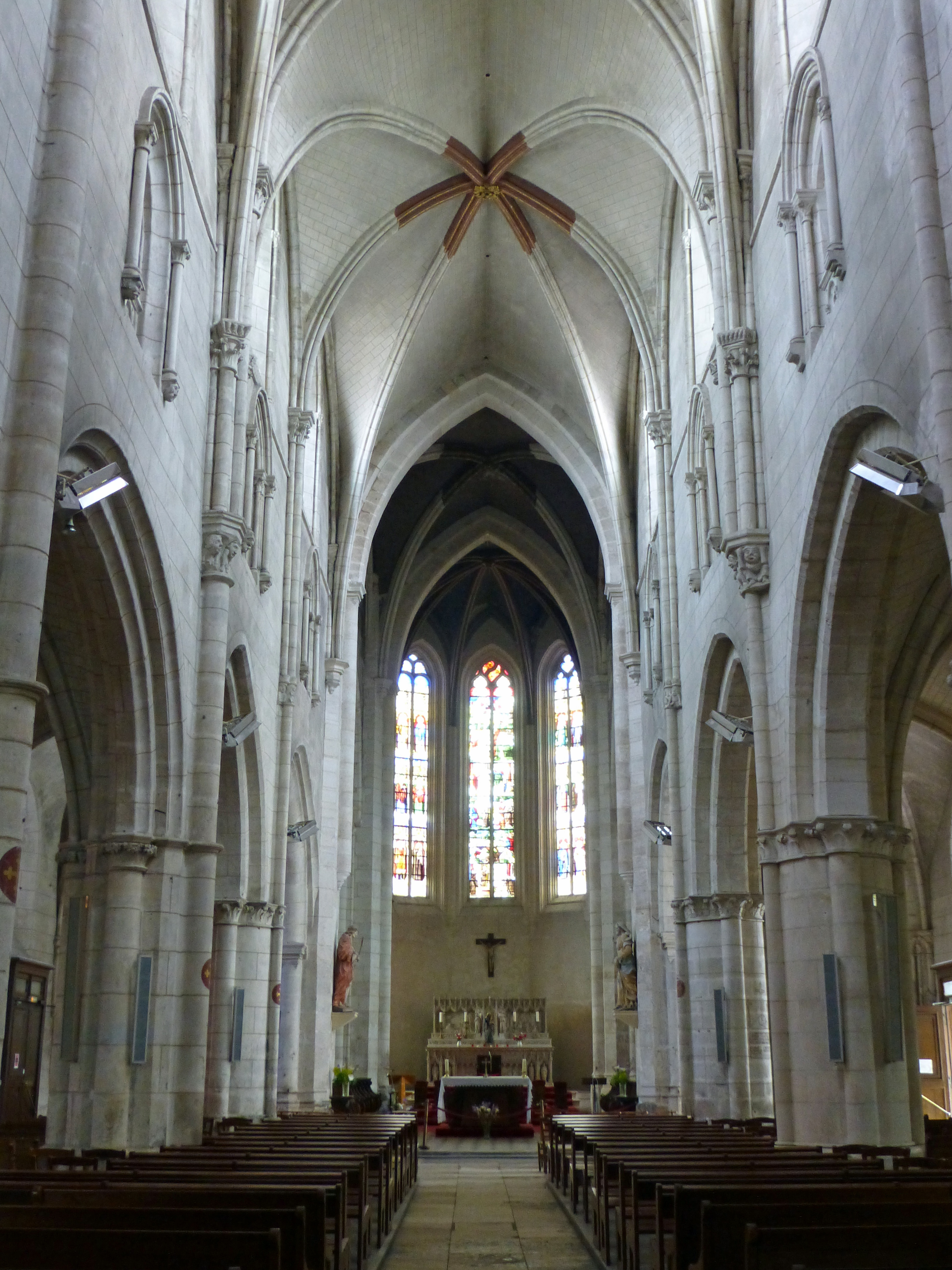
Интерьер церкви Сен-Мартен
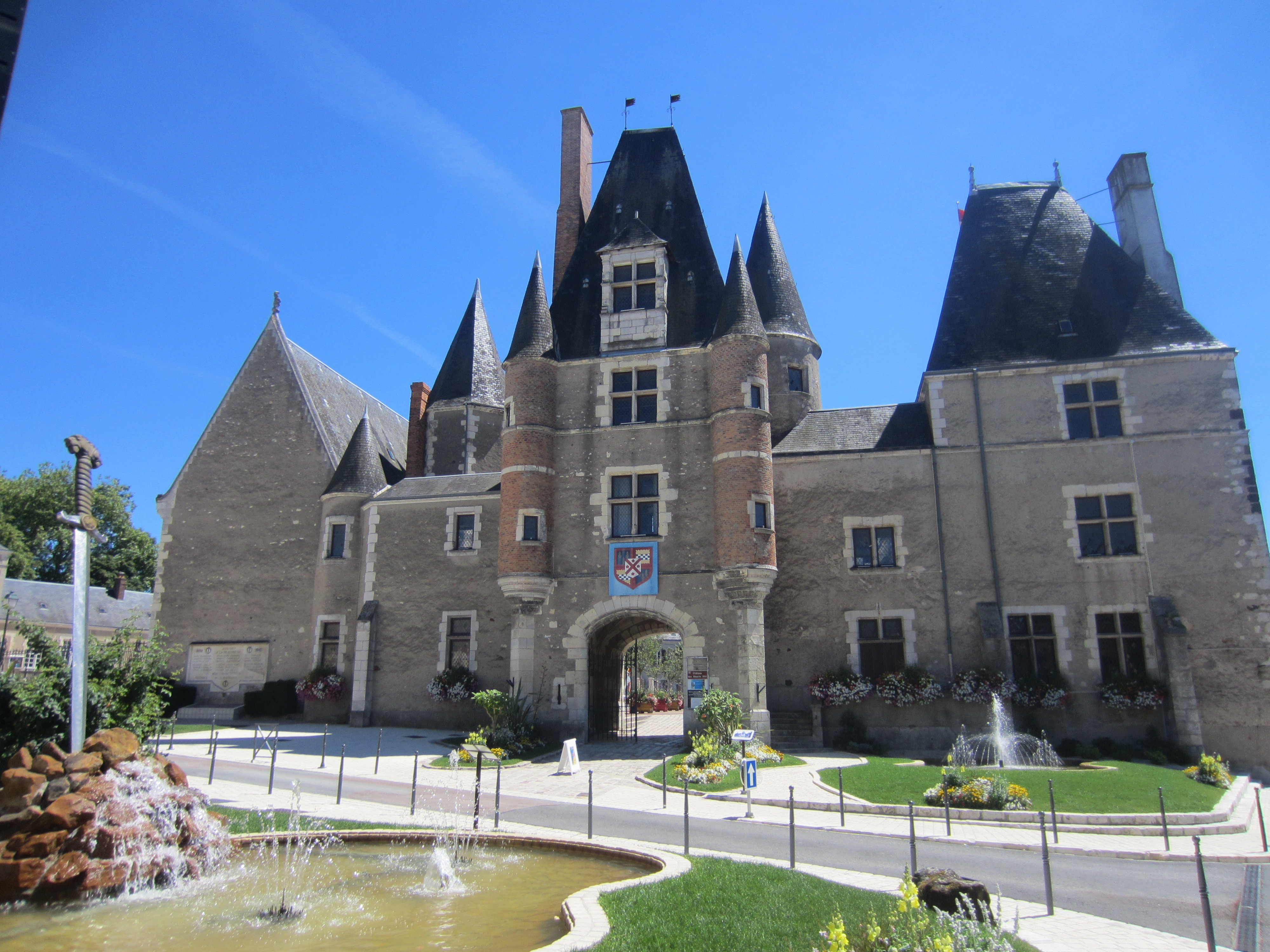
Замок Стюартов
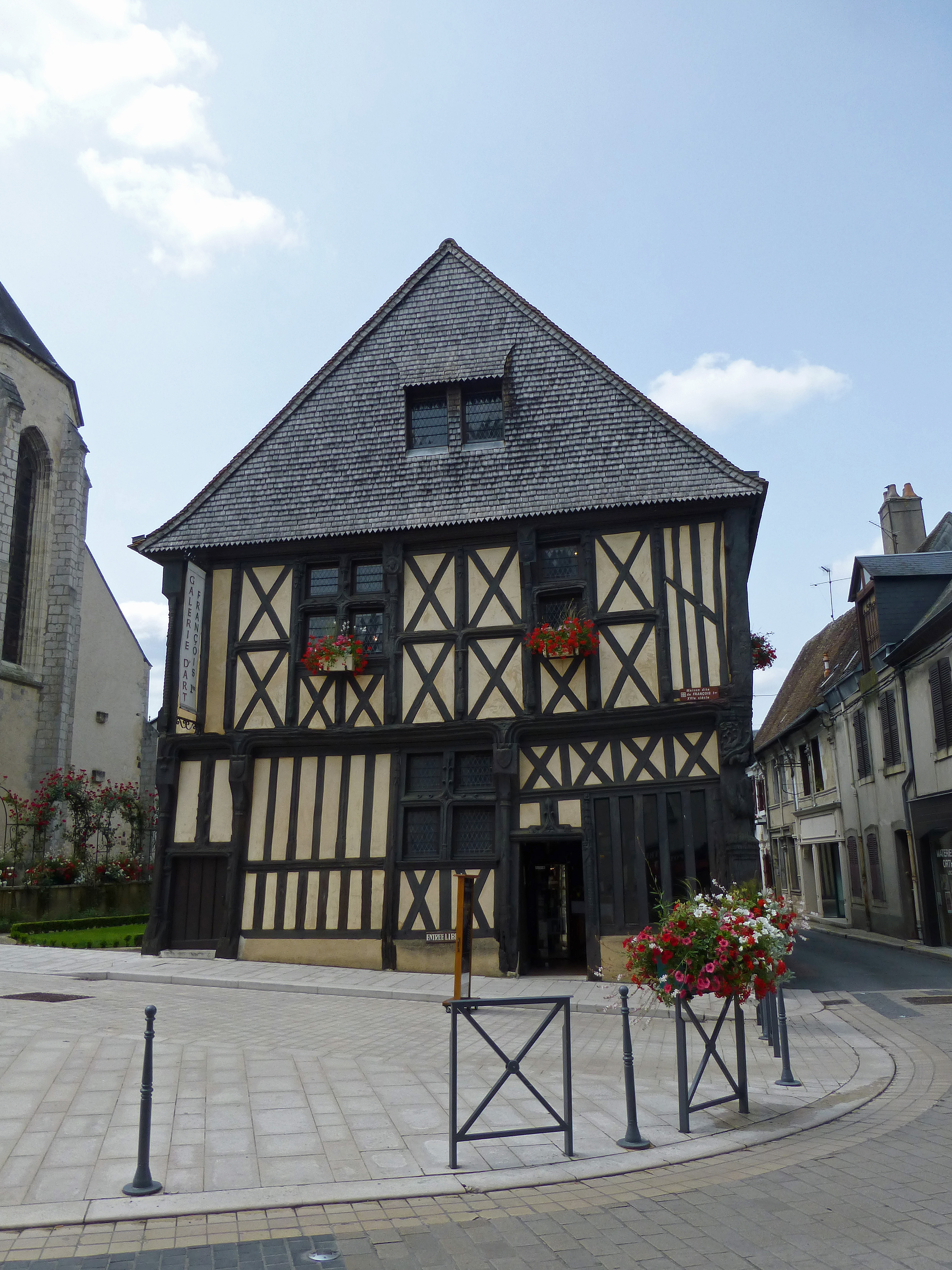
Дом XVI века
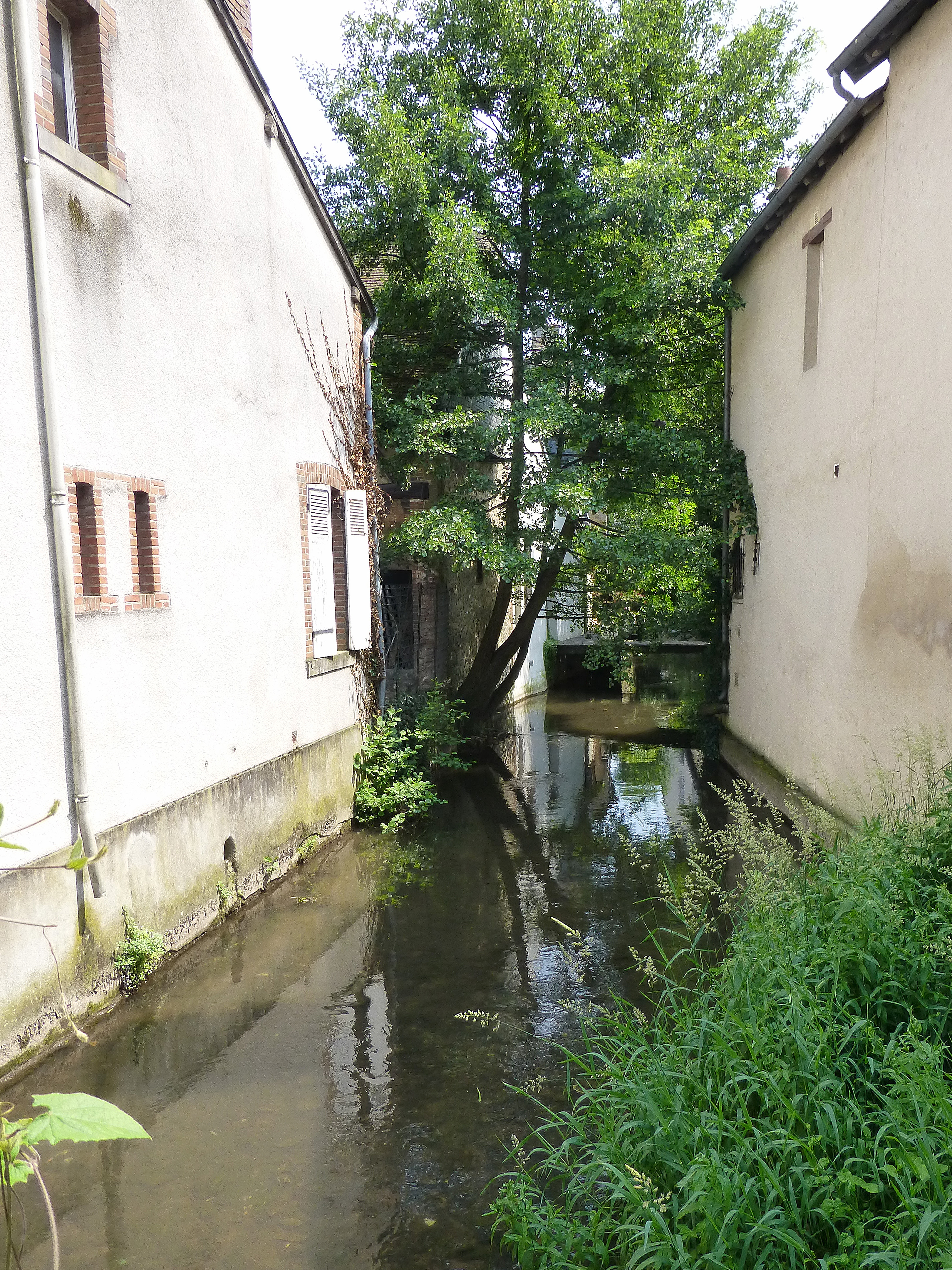
Река Нер